# James Pauli
James Mauritz Pauli, född 22 september 1857 i Jönköping, död 16 november 1934 i Strängnäs, var en svensk jägmästare tecknare och litograf.
Han var son till apotekaren och fabrikören August Ferdinand Pauli (1815–1904) och Maria Laurentia Augusta Gagner och från 1885 gift med Alma Viktoria Sandwall (1863–1928). Han var bror till Georg Pauli samt sonsons son till arméofficeren Wilhelm Pauli (1730–1800). Ätten Pauli kom ursprungligen från Italien och tillförsäkrades tysk-romerskt adelskap av Rudolf II samt naturaliserades 1625 som svensk adel.
Student 1876, utexaminerades från Skogsinstitutet 1880. Föreståndare för Kollebergs skogsskola 1892, underlärare vid Omberg 1894, jägmästare i Olands revir 1897, jägmästare i Klotens revir 1901–1921, föreståndare för Klotens skogsskola 1901–1915.
Pauli arbetade hela sitt yrkesverksamma liv som jägmästare och först när han var 66 år började han på inrådan från sin fru att teckna. Hans teckningar och litografier är minutiöst detaljerade och skildrar äldre stadsdelar i Strängnäs och Uppsala ofta i vidsträckta panoramor. Separat ställde han ut på Gummesons konsthall i Stockholm 1933  och han medverkade i bland annat Hantverks- och industriutställningen i Jönköping 1928. Tillsammans med sin bror Knut gav han ut en krönika om släkten Pauli, och han gav ut litografiportföljen Uppsala i tolv bilder 1927, samt ett antal böcker om skogsvård. Pauli är representerad vid Kalmar konstmuseum, Sörmlands museum, Nationalmuseum  och i Västerås konstförenings galleri.
James Pauli är begravd på Gamla kyrkogården i Strängnäs.